# Mmaphashalala
Mmaphashalala is een dorp in het district Central in Botswana. De plaats telt 1044 inwoners (2011).